# Ангвиллара-Сабация
Ангвилла́ра-Саба́ция (итал. Anguillara Sabazia) — город и коммуна в Италии, расположен в области Лацио (примерно в 30 километрах к северо-западу от Рима), подчинён административному центру Рим (провинция).
Занимает площадь 74,91 км². Население коммуны составляет 16 273 человек (на 2004 г.), плотность населения составляет 217 чел./км². Он приютился на небольшом мысе на берегу озера Браччано, его средневековый центр и пляж делают его популярным местом для туристов.
Примерно в 3 км к востоку от города находится небольшое вулканическое озеро Мартиньяно. Два озера и их окрестности объявлены региональным парком и находятся под строгим натуралистическим контролем.
Покровителем города считается священномученик Власий Севастийский. Праздник города ежегодно отмечается 3 февраля.
Ангвиллара-Сабация обслуживается пригородным поездом (линия «FR3» или железная дорога Рим - Капраника - Витербо), который соединяет ее с Римом (станции Рома Остьенсе и Валле Аурелия) примерно за 40 минут.

## Достопримечательности
Поселение периода раннего неолита Ла-Мармотта, центр древнего ткачества, ныне затопленное на дне Браччано; было обнаружено в 1989 году.